# Данила
Данила, Деніла (рум. Dănila) — село у повіті Сучава в Румунії. Входить до складу комуни Дерменешть.

## Географія
Село розташоване на відстані 368 км на північ від Бухареста, 16 км на північний захід від Сучави, 130 км на північний захід від Ясс.

## Історія
Давнє українське село. У 1783 році тут поселили кілька русинських родин родом з Галичини, які спочатку займалися землеробством і скотарством.
За переписом 1900 року в селі було 187 будинків, у яких проживала 891 особа (541 українець, 290 румунів, 58 німців та 2 інших національностей). А фільварок охоплював 120 га, був 1 будинок і проживало 2 мешканці (юдеї).

## Населення
За даними перепису населення 2002 року у селі проживали 824 особи.
Національний склад населення села:
| Національність | Кількість осіб | Відсоток |
| -------------- | -------------- | -------- |
| румуни         | 799            | 97,0 %   |
| українці       | 20             | 2,4 %    |

Рідною мовою назвали:
| Мова       | Кількість осіб | Відсоток |
| ---------- | -------------- | -------- |
| румунська  | 809            | 98,2 %   |
| українська | 13             | 1,6 %    |

## Визначні уродженці
- Степан Ткачук (*6 січня 1935, с. Данила, Сучавський повіт, Буковина — † 27 липня 2005, Бухарест) — український громадський діяч у Румунії, поет, перекладач, депутат румунського парламенту. Член Національної спілки письменників України.